# Bunodosoma fallax
Bunodosoma fallax is een zeeanemonensoort uit de familie Actiniidae.
Bunodosoma fallax is voor het eerst wetenschappelijk beschreven door Pax in 1922.